# Carly Simon
Carly Elisabeth Simon (New York, 25 juni 1943) is een Amerikaans singer-songwriter uit de singer-songwriter-boom van begin jaren zeventig, die bekend werd met het nummer You're So Vain.

## Biografie
Simon werd in 1943 geboren in New York. Ze is het derde kind van Richard L. Simon, de medeoprichter van de uitgeverij Simon & Schuster en Andrea Louise Heinemann (1909 - 1994). Samen met haar zus Lucy vormde ze het muzikale duo de Simon Sisters. In 1964 had het duo een klein hitje in de Verenigde Staten met Winkin' Blinkin' and Nod. In 1971 kwamen Simons eerste twee soloalbums uit, Carly Simon en Anticipation. Ze won dat jaar de Grammy Award voor beste nieuwe artiest.
Simon trouwde met James Taylor op 3 november 1972. Uit dit huwelijk werden twee kinderen geboren: Sarah Maria Taylor (Sally, 1974) en Benjamin Simon Taylor (Ben, 1977), beiden werkzaam in de muziekwereld en actief als achtergrondzangers op cd's en concerten van hun moeder. Het huwelijk strandde in 1983. Op 23 december 1987 trouwde ze de schrijver, dichter en zakenman James Hart. In 2007 gingen ze uit elkaar.

### You're So Vain
In 1972 verscheen haar derde album, No Secrets, geproduceerd door Richard Perry. Het werd een succes, mede door de wereldwijde hit You're So Vain, met de opvallende refreinregel "You're so vain, you probably think this song is about you". Het bleef lang een object van speculatie of dat nummer over een werkelijk bestaande van zichzelf vervulde man zou gaan, zij had relaties gehad met onder anderen Mick Jagger (die als achtergrondzanger te horen is), Kris Kristofferson, Cat Stevens en Warren Beatty. De laatstgenoemde noemde zijzelf als een van de drie mannen die haar tot het lied hadden geïnspireerd. In 2007 zei Beatty in een interview: "Let's be honest. That song was about me". Simon had in 1983 gezegd dat Beatty "zeker dacht dat het over hem ging - hij belde me en bedankte me voor de song". Ze onthulde ook dat de tekst een verwijzing bevatte naar de schrijver Nicholas Delbanco.

### Verdere carrière
Haar volgende twee albums, Hotcakes (1974) en Playing Possum (1975) waren successen, maar de meeste latere albums verkochten slecht. In 1977 had ze een hit met Nobody Does It Better, van de soundtrack van de Bondfilm The Spy Who Loved Me, en haar daaropvolgende album Boys in the Trees was mede door de nieuwe aandacht een succes als vanouds.
In 1980 zakte ze tijdens een optreden van uitputting ineen, waarna ze minder concerten gaf. Ook haar albums verkochten slechter en hits waren zeldzaam. In 1982 had ze een hit met het nummer Why, van de soundtrack van de film Soup for One. Het nummer werd geproduceerd door de discoformatie Chic. Vijf jaar later, in 1987, scoorde ze een hit met het nummer Coming Around Again uit de soundtrack van de film Heartburn. Het bijbehorende album werd platina in de Verenigde Staten, haar succesvolste album sinds de jaren zeventig. In 1988 nam ze het nummer Let the River Run op voor de soundtrack van de film Working Girl. Het werd zowel met een Grammy, een Golden Globe als een Oscar beloond. In 1989 had ze in Nederland een top tien hit met het nummer It's Hard to be Tender. De plaat was op vrijdag 29 september 1989 Veronica Alarmschijf op Radio 3 en bereikte de 6e positie in de Nederlandse Top 40 en de 8e positie in de Nationale Hitparade Top 100.
In 1990 bracht ze twee albums uit My Romance en Have You Seen Me Lately en in hetzelfde jaar verscheen haar tweede kinderboek The Boy of the Bells en het jaar daarop haar derde kinderboek The Fisherman's Song, gebaseerd op het gelijknamige liedje op het album Have You Seen Me Lately.
In 1997 werd er borstkanker bij haar vastgesteld en werd ze geopereerd en behandeld met chemotherapie.
In 2000 bracht ze het album The Bedroom Tapes uit, dat grotendeels thuis was geschreven en opgenomen in de jaren ervoor toen ze herstellende was van haar gezondheidsproblemen.
Simon heeft ook liedjes ingezongen voor Winnie the Pooh, onder andere voor Knorretjes grote film

## Discografie
- Carly Simon (1971)
- Anticipation (1971)
- No Secrets (1972)
- Hotcakes (1974)
- Playing Possum (1975)
- The Best of Carly Simon (1975)
- Another Passenger (1976)
- Boys in the Trees (1978)
- Spy (1979)
- Come Upstairs (1980)
- Torch (1981)
- Hello Big Man (1983)
- Spoiled Girl (1985)
- Coming Around Again (1987)
- Greatest Hits Live (1988)
- My Romance (1990)
- Have You Seen Me Lately (1990)
- This Is My Life (1992)
- Romulus Hunt: A Family Opera (1993)
- Letters Never Sent (1994)
- Clouds In My Coffee (1995)
- Film Noir (1997)
- The Very Best Of Carly Simon: Nobody Does It Better (1999)
- The Bedroom Tapes (2000)
- Christmas Is Almost Here (2002)
- Anthology (2002)
- Christmas Is Almost Here Again (2003)
- Reflections: Carly Simon's Greatest Hits (2004)
- Moonlight Serenade (2005)
- Into White (2007)
- This Kind Of Love (2008)
- Never Been Gone (2009)

### Singles
| Single met eventuele hitnotering(en) in de Nederlandse Top 40 | Datum van verschijnen | Datum van binnenkomst | Hoogste positie | Aantal weken | Opmerkingen                                                                                           |
| ------------------------------------------------------------- | --------------------- | --------------------- | --------------- | ------------ | --- |
| You're So Vain                                                | 1972                  | 20-01-1973            | 9               | 8            | Nr. 7 in de Hilversum 3 Top 30                                                                        |
| We Have No Secrets                                            | 1973                  | -                     | Tip 19          | -            | |
| Nobody Does It Better                                         | 1977                  | 19-11-1977            | 31              | 4            | Titelsong van de film The Spy Who Loved Me                                                            |
| Why                                                           | 1982                  | 04-09-1982            | 29              | 4            | Nr. 35 in de Nationale Hitparade Uit de film Soup for One / Nr. 26 in de TROS Top 50                  |
| You Know What to Do                                           | 1983                  | -                     | Tip 10          | -            | |
| Coming Around Again                                           | 1986                  | 21-03-1987            | 10              | 7            | Nr. 15 in de Nationale Hitparade Top 100                                                              |
| It's Hard to be Tender                                        | 1986                  | 07-10-1989            | 6               | 8            | Nr. 8 in de Nationale Hitparade Top 100 / Veronica Alarmschijf Radio 3 Titelsong van de tv-serie Sins |

### NPO Radio 2 Top 2000
| Nummers met noteringen in de NPO Radio 2 Top 2000 | '99  | '00 | '01  | '02  | '03  | '04  | '05  | '06  | '07  | '08  | '09  | '10  | '11  | '12 | '13 | '14 | '15 | '16 | '17 | '18 | '19 | '20  | '21  | '22  | '23 | '24 |
| ------------------------------------------------- | ---- | --- | ---- | ---- | ---- | ---- | ---- | ---- | ---- | ---- | ---- | ---- | ---- | --- | --- | --- | --- | --- | --- | --- | --- | ---- | ---- | ---- | --- | --- |
| Coming Around Again                               | 1387 | -   | 1231 | 1351 | 1630 | 1636 | 1767 | 1728 | 1327 | 1572 | 1998 | 1597 | 1490 | -   | -   | -   | -   | -   | -   | -   | -   | -    | -    | -    | -   | -   |
| It's Hard to Be Tender                            | 1333 | -   | -    | 1517 | 1565 | 1784 | 1677 | -    | 1957 | 1951 | -    | -    | -    | -   | -   | -   | -   | -   | -   | -   | -   | -    | -    | -    | -   | -   |
| You're So Vain                                    | 546  | 775 | 365  | 480  | 387  | 374  | 431  | 502  | 568  | 457  | 537  | 567  | 570  | 882 | 907 | 714 | 701 | 756 | 695 | 628 | 942 | 1008 | 1065 | 1141 | 977 | 852 |

1. ↑  Een '-' betekent dat het nummer niet was genoteerd en een vetgedrukt getal geeft de hoogste notering van een nummer aan.